# Coupe du Président 1979
Navigation
Saison précédente Saison suivante
La Coupe du Président 1979 était la 9e édition de la Coupe du Président. La compétition se déroulait entre le 8 et le 21 septembre 1979. La Corée du Sud, tenante du titre, partage le titre avec le club brésilien de Vitória FC.

## Phase de groupes

### Groupe A
| Rang | Équipe       | Pts | J | G | N | P | Bp | Bc | Diff |  | Résultats (▼ dom., ► ext.) | COR | BHR | SOU | BAN | SRI |
| ---- | ------------ | --- | - | - | - | - | -- | -- | ---- |  | -------------------------- | --- | --- | --- | --- | --- |
| 1    | Corée du Sud | 8   | 4 | 4 | 0 | 0 | 28 | 1  | +27  |  | Corée du Sud               |     | 5-1 | 8-0 | 9-0 | 6-0 |
| 2    | Bahreïn      | 6   | 4 | 3 | 0 | 1 | 5  | 5  | 0    |  | Bahreïn                    | -   |     | -   | 2-0 | 1-0 |
| 3    | Soudan       | 4   | 4 | 2 | 0 | 2 | 5  | 10 | -5   |  | Soudan                     | -   | 0-1 |     | 4-1 | 1-0 |
| 4    | Bangladesh   | 2   | 4 | 1 | 0 | 3 | 4  | 16 | -12  |  | Bangladesh                 | -   | -   | -   |     | 3-1 |
| 5    | Sri Lanka    | 0   | 4 | 0 | 0 | 4 | 1  | 11 | -10  |  | Sri Lanka                  | -   | -   | -   | -   |     |

### Groupe B
| Rang | Équipe         | Pts | J | G | N | P | Bp | Bc | Diff |  | Résultats (▼ dom., ► ext.) | VIT | KOR | THA | MAS | INA |
| ---- | -------------- | --- | - | - | - | - | -- | -- | ---- |  | -------------------------- | --- | --- | --- | --- | --- |
| 1    | Vitória FC     | 8   | 4 | 4 | 0 | 0 | 16 | 2  | +14  |  | Vitória FC                 |     | -   | 6-0 | 5-0 | 3-1 |
| 2    | Corée du Sud B | 6   | 4 | 3 | 0 | 1 | 8  | 2  | +6   |  | Corée du Sud B             | 1-2 |     | 1-0 | 4-0 | 2-0 |
| 3    | Thaïlande      | 3   | 4 | 1 | 1 | 2 | 3  | 9  | -6   |  | Thaïlande                  | -   | -   |     | 1-1 | 2-0 |
| 4    | Malaisie B     | 3   | 4 | 1 | 1 | 2 | 4  | 12 | -8   |  | Malaisie B                 | -   | -   | -   |     | -   |
| 5    | Indonésie      | 0   | 4 | 0 | 0 | 4 | 4  | 10 | -6   |  | Indonésie                  | -   | -   | -   | 2-3 |     |

## Tournoi final
|  | Demi-finales        | Demi-finales        |              |       | Finale              | Finale              |
|  | Demi-finales        | Demi-finales        |              |       | Finale              | Finale              |
|  |                     |                     |              |       |                     |                     |
|  | 19 septembre, Séoul | 19 septembre, Séoul |              |       | 21 septembre, Séoul | 21 septembre, Séoul |
|  | 19 septembre, Séoul | 19 septembre, Séoul |              |       | 21 septembre, Séoul | 21 septembre, Séoul |
|  | Corée du Sud        | 4                   |              |       | 21 septembre, Séoul | 21 septembre, Séoul |
|  | Corée du Sud        | 4                   |              |       | 21 septembre, Séoul | 21 septembre, Séoul |
|  | Corée du Sud B      | 1                   |              |       | 21 septembre, Séoul | 21 septembre, Séoul |
|  | Corée du Sud B      | 1                   | Corée du Sud | 1     |                     |                     |
|  | 19 septembre, Séoul |                     | Corée du Sud | 1     |                     |                     |
|  |                     | Vitória FC          | 2            |       |                     |                     |
|  | Vitória FC t. a. b. | Vitória FC          | 2            | 2 (5) |                     |                     |
|  | Vitória FC t. a. b. |                     |              | 2 (5) |                     |                     |
|  | Bahreïn             | 2 (4)               |              |       |                     |                     |
|  | Bahreïn             | 2 (4)               | 3e place     |       |                     |                     |
|  |                     |                     |              |       |                     |                     |
|  | 21 septembre, Séoul |                     |              |       |                     |                     |
|  |                     |                     |              |       |                     |                     |
|  | Corée du Sud B      | 0                   |              |       |                     |                     |
|  | Corée du Sud B      | 0                   |              |       |                     |                     |
|  | Bahreïn             | 1                   |              |       |                     |                     |
|  | Bahreïn             | 1                   |              |       |                     |                     |

### Demi-finales
| 19 septembre 1979 | Vitória FC             | 2 – 2 a. p. | Bahreïn              | Stade de Séoul, Séoul |  |
| 16:00 UTC+9       | Isaras 18e · Naldo 25e |             | 69e Ahmed · 81e Huad |                       |  |
| 16:00 UTC+9       | Tirs au but 5 – 4      |             |                      |                       |  |

| 19 septembre 1979 | Corée du Sud                                 | 4 – 1 | Corée du Sud B    | Stade de Séoul, Séoul |  |
| 17:45 UTC+9       | Cho Kwang-rae 52e 75e · Huh Jung-moo 64e 89e |       | 31e Park Hang-seo |                       |  |

### Match pour la troisième place
| 21 septembre 1979 | Corée du Sud B | 0 – 1 | Bahreïn  | Stade de Séoul, Séoul |  |
| 16:00 UTC+9       |                |       | 42e Tuar |                       |  |

### Finale
| 21 septembre 1979 | Corée du Sud      | 1 – 2 | Vitória FC              | Stade de Séoul, Séoul |  |
| 17:45 UTC+9       | Cho Kwang-rae 26e |       | 19e Castro · 31e Joadir |                       |  |

## Vainqueur
| Vainqueur Coupe du Président 1979 Vitória FC 1er titre |